# Hans Adolf von Bülow
Hans Adolf von Bülow (* 31. Dezember 1857 in Braunschweig; † 15. Juli 1915 in Hamburg) war ein deutscher Diplomat.

## Leben und Wirken
Bülow wurde 1857 als Spross einer Offiziers- und Diplomatenfamilie aus dem mecklenburgischen Uradelsgeschlecht derer von Bülow geboren. Nach dem Besuch von Gymnasien in Hildesheim, Bonn, Neuss und Wernigerode legte er im März 1878 das Abitur ab. Von 1878 bis 1881 studierte er in Bonn, Brüssel und Berlin Jura und Staatswissenschaften. Er war seit 1879 Mitglied des Corps Borussia Bonn.  Im Juli 1881 erwarb er das Referendarexamen.
Als Reserveoffizier wurde er 1882 zum Leutnant der Reserve, 1891 zum Premierleutnant der Reserve und 1897 zum Rittmeister befördert.
Im Oktober 1881 trat er in den preußischen Justizdienst ein, in dem er bis Juni 1888 verblieb. Es folgte eine Phase intensiver Reisen durch Süd- und Nordeuropa, die sich bis ins Jahr 1888 zog. 1889 wurde er zum königlich preußischen Kammerjunker bestellt und im Juni 1902 zum königlich-preußischen Kammerherrn.
Im Februar 1889 trat Bülow in den Dienst des Auswärtigen Amtes ein. Dort war er zunächst in der Abteilung „Personal- und Verwaltung“ tätig, bevor er im Oktober in die Abteilung „Politik“ kam. Nachdem er 1890 zum Legationssekretär befördert worden war, kam er 1891 als Gesandter nach Mecklenburg und die Hansestädte. 1893 wurde er zum Legationssekretär ernannt und 1894 der Gesandtschaft in Bern zugewiesen, wo er im Januar 1895 ankam, und bis Februar 1899 tätig blieb.
1899 kam er als 2. Sekretär an die Botschaft in Madrid, die er zeitweise kommissarisch leitete. Im Dezember kam er an die Gesandtschaft in Brüssel. Dort stieg er im April 1900 zum ersten Sekretär auf. Im Mai 1905 kehrte er ins Auswärtige Amt nach Berlin zurück, wo er erneut in die Abteilung Politik kam. Am 30. Januar 1906 wurde er zum preußischen Gesandten in Oldenburg, Braunschweig, Schaumburg-Lippe und Lippe-Detmold berufen. Diesen Posten übte er bis Februar/März 1911 aus. Im März ging er als preußischer Gesandter für Mecklenburg und die Hansestädte nach Hamburg. In dieser Stellung blieb er bis zu seinem Tod.
Darüber hinaus amtierte Bülow mehrfach als Vertreter des Auswärtigen Amtes im „Allerhöchsten Gefolge“ und beim Reichskanzler. Ab Juni 1911 saß er im Vorstand der Abteilung Hamburg der Deutschen Kolonialgesellschaft.
Bülow trug den Ehrentitel Wirklicher Geheimer Rat verbunden mit dem Prädikat Exzellenz.
Hans Adolf von Bülow starb am 15. Juli 1915 nach einem Schlaganfall im Alter von 57 Jahren in Hamburg. Die Trauerfeier, geleitet von Ernst Dryander, fand am 20. Juli in der Kapelle des Berliner Dreifaltigkeitsfriedhof I im Beisein hochrangiger Vertreter des Auswärtigen Amtes und der Hansestädte statt, darunter Gottlieb von Jagow, Max Predöhl und Karl Sieveking. Anschließend erfolgte die Beisetzung in einem Erbbegräbnis auf dem Friedhof. Die Gittergrabanlage ist erhalten.

## Familie
Bülow war ein Sohn des Diplomaten Adolf von Bülow und seiner Gattin Anna Schmidt. Aus seiner am 1. Juli 1897 mit Elisabeth (Else) von Martius geschlossenen Ehe gingen die Kinder Adolf (29. April 1892), Margarethe (17. November 1893), Otto (1. April 1897), Elisabeth Charlotte (Liselotte) (26. Juni 1901) hervor.